# 0시의 가요무대 최시중입니다
0시의 가요무대 최시중입니다는 대한민국의 방송국인 한국방송공사의 라디오 채널 KBS Happy FM에서 밤 12시부터 새벽 1시까지 2016년 4월 25일부터 2018년 9월 30일까지 최시중 아나운서가 진행하는 심야음악전문 라디오 프로그램이다. 주로 1990년대부터 2010년대까지의 대중가요를 함께 들려준다. 2018년 10월 1일 KBS 라디오 가을 개편에 의해 2년 만에 폐지되었다.

## 진행자
- 최시중 아나운서 (남)

## 매일 코너
- 0시의 약수터
- 0시의 방황
- 시중을 들어드립니다
- 오! 즐거운 인생

## 요일별 코너
- 목요일 : 신고합니다
- 토요일 : 불금 라이브
- 일요일 : 명곡은 흐른다